# Грузия на зимних Олимпийских играх 2006
Грузия принимала участие в Зимних Олимпийских играх 2006 года в Турине (Италия) в четвёртый раз за свою историю, но не завоевала ни одной медали. Сборную страны представляло трое спортсменов, в том числе одна женщина, которые выступали в двух видах: в горнолыжном спорте и в фигурном катании. Знаменосцем сборной на церемонии открытия стал фигурист Вахтанг Мурванидзе.
Лучшим результатом для грузинской сборной стало десятое место 16-летней фигуристки Элене Гедеванишвили.

## Результаты

### Горнолыжный спорт
Мужчины
| Спортсмен        | Соревнование      | Результат | Результат | Результат | Результат |
| Спортсмен        | Соревнование      | 1-й спуск | 2-й спуск | Сумма     | Место     |
| ---------------- | ----------------- | --------- | --------- | --------- | --------- |
| Ясон Абрамашвили | Гигантский слалом | 1:27.59   | 1:27.27   | 2:54.86   | 29        |
| Ясон Абрамашвили | Слалом            | 1:01.84   | 56.83     | 1:58.67   | 32        |

### Фигурное катание

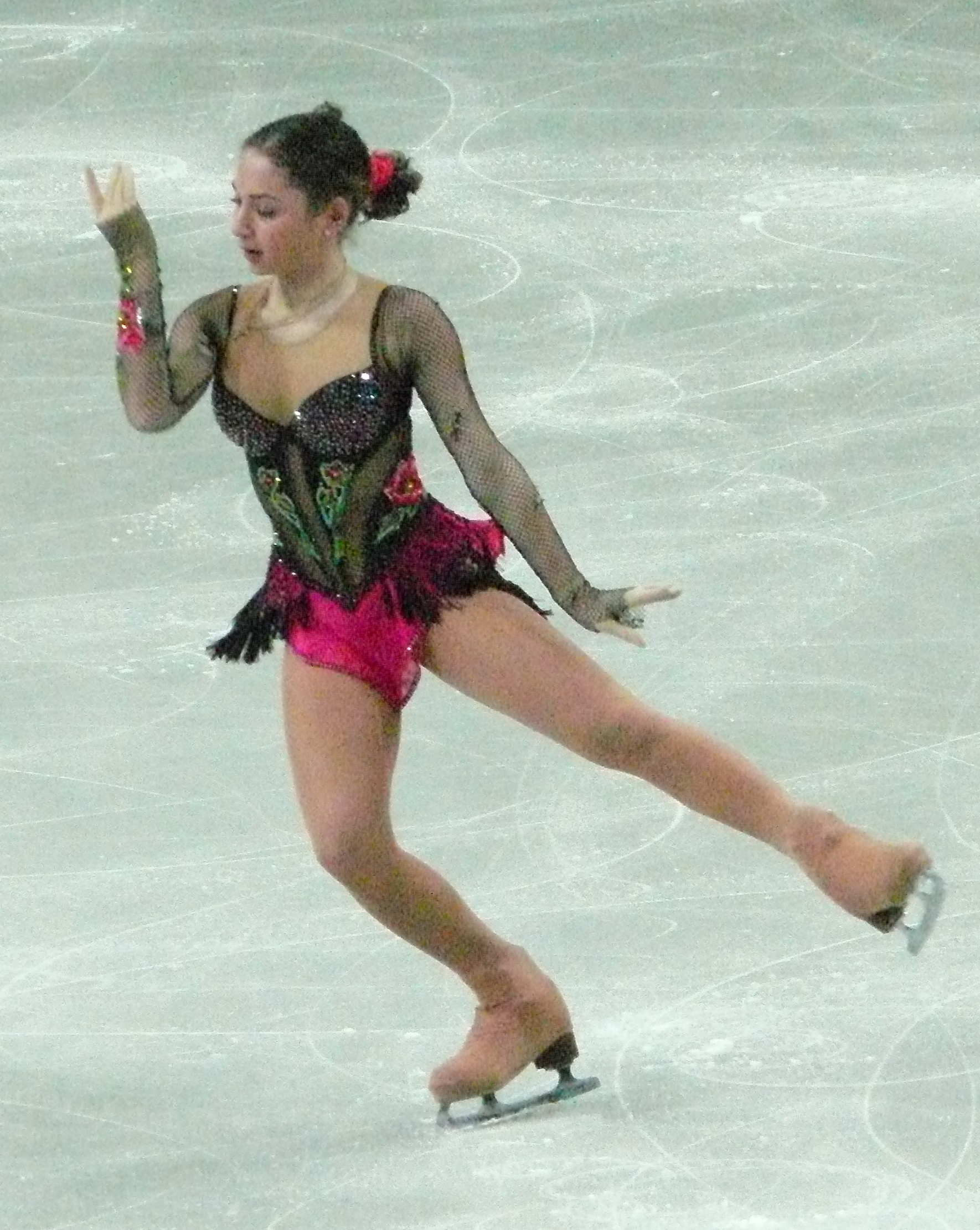
Элене Гедеванишвили

16-летняя Элене Гедеванишвили дебютировала на Олимпийских играх. Она очень удачно выступила в короткой программе под композицию «Гранада» и заняла 6 место, в произвольной («Армянская рапсодия» на музыку Ары Геворкяна) допустила несколько ошибок и стала 13-й. С суммой баллов 151.46 она заняла 10 место в итоговом протоколе.
В 2006 году 26-летний Вахтанг Мурванидзе уже заканчивал свою спортивную карьеру. Он неудачно откатал короткую программу и не выступал в произвольной.
| Спортсмен           | Дисциплина | Короткая программа | Короткая программа | Произвольная программа | Произвольная программа | Итог                 | Итог  |
| Спортсмен           | Дисциплина | Очки               | Место              | Очки                   | Место                  | Очки                 | Место |
| ------------------- | ---------- | ------------------ | ------------------ | ---------------------- | ---------------------- | -------------------- | ----- |
| Элене Гедеванишвили | Женщины    | 57.90              | 6                  | 93.56                  | 13                     | 151.46               | 10    |
| Вахтанг Мурванидзе  | Мужчины    | 49.68              | 28                 | Завершил выступления   | Завершил выступления   | Завершил выступления | 28    |